# مراقبة الإعلام الفلسطيني
مراقبة الإعلام الفلسطيني (عبرية: מבט לתקשורת פלסטינית، (بالإنجليزية: Palestinian Media Watch)‏) هي منظمة غير حكومية وجماعة مراقبة وسائل الإعلام مقرها إسرائيل. بعد أن تأسست في عام 1996 على يد إيتامار ماركوس، هدفت مراقبة الإعلام الفلسطيني لتوثيق ما وصفته بحالات «التحريض» في وسائل الإعلام الفلسطينية.
تصف المنظمة نفسها بأنها "معهد أبحاث إسرائيلي يدرس المجتمع الفلسطيني بطائفة واسعة من وجهات النظر من خلال رصد وتحليل وسائل إعلام والكتب المدرسية في السلطة الوطنية الفلسطينية.

## روابط خارجية
- قناة پي إم دبليو على يوتيوب
- Power Base entry على پي إم دبليو